# Museu Histórico de Abomey
Museu Histórico de Abomey foi criado em 1943 pela Administração colonial francesa, está localizado na área dos Palácios Reais de Abomey, Património Mundial da UNESCO desde 1985. No museu há muitos itens que pertenceram ao reino de Daomé, um território localizado em Benin.
Sua construção é conhecida pelos baixos-relevos em seus muros e paredes que foram feitos no fim do século XVIII. Seu estilo arquitetônico conta ainda com cenas, desenhos e imagens de humanos e animais.     